# Ulosyneda subtermina
Ulosyneda subtermina är en fjärilsart som beskrevs av Smith 1900. Ulosyneda subtermina ingår i släktet Ulosyneda och familjen nattflyn. Inga underarter finns listade i Catalogue of Life.